# Nikkie van Lierop

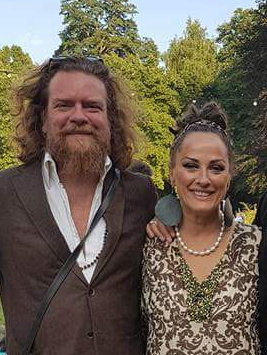
Nikkie van Lierop mit ihrem Ehemann Jeroen Olyslaegers (2018)

Anita Dominika Cornelia van Lierop (* 7. März 1963 in Simmern, Deutschland) ist eine belgische Sängerin, die hauptsächlich als Nikkie van Lierop und Jade 4 U bekannt wurde. Daneben benutzte sie im Laufe ihrer Karriere aber auch weitere Pseudonyme wie Miss Lie, Zsa Zsa Deluxe und Darling Nikkie. Bezugnehmend auf den Alternativtitel ihres ersten Albums wurde sie auch „The Queen of New Beat“ genannt. Nikkie van Lierop war Gründungsmitglied und langjährige Sängerin der Band Lords of Acid.

## Musikalischer Werdegang
Seit Ende der 1980er Jahre arbeitete Nikkie van Lierop häufig mit dem belgischen Musiker Maurice Engelen (bekannt als Praga Khan) zusammen. Zunächst stieß sie als Sängerin zur von ihm und Chris Inger gegründeten Gothic- und New-Wave-Band Shakti. Nach Ingers Ausstieg gründete sie zusammen mit Engelen und Oliver Adams die Gruppe M.N.O. Dieser Name steht für die Anfangsbuchstaben der Vornamen der drei Mitglieder, die später auch die Lords of Acid und weitere Projekte wie Digital Orgasm oder Phantasia ins Leben riefen.
Während und nach der New-Beat-Ära war sie an verschiedenen weiteren Projekten beteiligt, unter anderem bei den Erotic Dissidents von Jo Casters, Herman Gillis und Roland Beelen (besser bekannt als Morton, Sherman, Bellucci). Ebenfalls stammen die Vocals von 101s Acid-Version von Kevin „Reese“ Saundersons Rock to the Beat von Nikkie van Lierop. Zudem brachte sie zwischen 1988 und 1994 als Jade 4 U drei Soloalben sowie 1993 mit Praga Khan das Album A Spoonful of Miracle heraus.
Mit CJ Bolland produzierte sie 1996 den Track Sugar is sweeter und 1997 war sie die Sängerin der Band Milk Inc., wo sie auch im Videoclip des Songs La Vache zu sehen ist. Nach Differenzen mit der Tänzerin Tamara verließ sie die Band aber nach der ersten Tournee durch Frankreich wieder.
Um sich mehr auf ihre Solokarriere konzentrieren zu können, verließ sie 1998 auch die Lords of Acid. In diesem Jahr veröffentlichte sie ein Album unter dem Pseudonym Zsa Zsa Deluxe, 2001, diesmal als Darling Nikkie, ein weiteres.
Zusammen mit Zolex produzierte sie 2013 das Album Assault. 2014 interpretierte sie mit der französischen Bassistin und Sängerin Simi Nah, die zuvor schon mit Praga Khan zusammengearbeitet hatte, den Amanda-Lear-Song Follow Me. 2015 folgte – gemeinsam mit Wim Daans unter dem Namen Zethrya – das Album A Ritual Performance.
Mit ihren diversen Projekten trug Nikkie van Lierop auch zu den Soundtracks einiger bedeutender Filme bei, so z. B. Basic Instinct (Channel X – Rave the Rhythm), Austin Powers – Spion in geheimer Missionarsstellung (Lords of Acid – Am I sexy?) oder Ich weiß noch immer, was du letzten Sommer getan hast (CJ Bolland – Sugar is sweeter).

## Weitere Tätigkeiten
Nikkie van Lierop ist mit dem belgischen Schriftsteller Jeroen Olyslaegers verheiratet und lebt mit ihm in Antwerpen. Gemeinsam mit zwei Partnern betreiben sie De Zielhouderij, wo sie unter anderem rituelle Therapien anbieten.
Im September 2020 erschien ihr erster Roman Te dom voor de duivel („Zu dumm für den Teufel“).

## Diskografie
Alben
als Jade 4 U
- 1988: Jade's Dream (1989 als The Queen of New Beat neu veröffentlicht)
- 1991: Blue Angel
- 1994: Rave Madonna

als Zsa Zsa Deluxe
- 1998: EigenWijs

als Darling Nikkie
- 2001: www.darlingnikkie.com

mit Digital Orgasm
- 1992: Appearances are deceptive
- 1992: Come Dancin
- 1993: Do it

mit Lords of Acid
- siehe Lords of Acid: Diskografie

mit weiteren Bands und Künstlern
- 1990: Shakti featuring Jade 4 U – Shakti featuring Jade 4 U
- 1991: Yasmine – Vraag Me Niet Waarom (Album Mooi Zoo)
- 1993: Praga Khan, Jade 4 U – A Spoonful of Miracle
- 1998: The Mackenzie feat. Jessy - Innocence 09
- 1998: Kai Tracid - Liquid Skies (Album Skywalker)
- 1999: Cosmic Gate - Mental Atmosphere
- 1999: Kai Tracid - Destiny's Path
- 2002: Mario Lopez vs. DJ Headhunter – What Are You Looking 4 & Missing
- 2004: Code Red – First Strike
- 2004: Mario Lopez – Sound Of The City (Nature 2.4)
- 2005: Goddess of Destruction – Goddess of Love
- 2013: Zolex featuring Nikkie – Assault
- 2015: Zethrya – A Ritual Performance